# Втрачене десятиліття (Японія)
Втра́чене десятилі́ття (яп. 失われた10年, усінаварета дзю: нен) — період тривалого економічного «застою» в економіці Японії, що почався після колапсу японської фінансової бульбашки на початку 1990-х років. Термін спочатку охоплював період від 1991 до 2000 року, але потім охопив і період від 2001 доо 2010 року і отримав назву втрачене двадцятиліття (яп. 失われた20年, усінаварета нідзю: нен), а пізніше охопив також період від 2011 до 2021 року, тому весь період від 1990-х доо 2020-х років має назву втрачене тридцятиліття (яп. 失われた30年, усінаварета сандзю: нен).

## Огляд
На початку 1990-х різко сповільнилося швидке раніше зростання економіки країни. Кінець 1980-х ознаменувався хвилею спекуляцій з боку японських компаній, банків та цінних паперів. Поєднання суто високої вартості землі та суто низьких відсоткових ставок призвели до короткочасного становища, коли кредит був дуже дешевим та легко доступним. Це призвело до масових запозичень, доходи від яких інвестувалися переважно у вітчизняні та зарубіжні акції та цінні папери.
Визнаючи нестійкість фінансової бульбашки, Міністерство фінансів різко підійняло наприкінці 1989 відсоткові ставки. Бульбашка лопнула, що призвело до масивного краху на фондовому ринку і спровокувало боргову кризу, що, у свою чергу, призвело до кризи в банківському секторі.
Зрештою, почалася хвиля консолідації, внаслідок чого в Японії залишилося лише чотири національні банки. Ситуація — критична для довгострокової економічної перспективи, оскільки японські фірми були обтяжені величезними боргами, що позначалося на їхній можливості капіталовкладень. Це також означало, що стало дуже важко отримати кредит, і навіть зараз офіційна відсоткова ставка становить 0,1 %. Багато позичальників зверталися до лихварів для отримання кредиту.
Це призвело до явища, відомого як «втрачене десятиліття», коли в 1990-х роках повністю зупинилось економічне зростання в Японії. Значними темпами зростало безробіття, але потім воно знизилося (Японія має низький показник безробіття, а через демографічну кризу, демографічне старіння населення та сувору імміграційну політику в Японії швидко зростає дефіцит працездатного населення).
Попри відновлення економіки в 2000-х роках, демонстративне споживання 1980-х років, таке, як витрати на віскі та легкові автомобілі, ще не повернулося повною мірою. Це було пов'язано з традиційним японським акцентом на ощадливість та економію, а також найжорстокішою конкуренцією, яку домінівні в 1980-х роках японські фірми (такі, як Sony і Toyota) відчували з боку компаній Південної Кореї та Тайваню. Більшість японських компаній почали замінювати постійну робочу силу тимчасовими робітниками, які не мали гарантій зайнятості; нині ці співробітники становлять понад третину робочої сили Японії. Сходознавець Всеволод Овчинников у своєму інтерв'ю (2004) зазначає, що відбувається «складний процес ерозії системи довічного найму» — прийнятої в Японії практики довічного найму, яка суперечить сучасній економічній системі.

## Демографічне старіння в Японії
Важливим фактором, що призвів економіку Японії до майже трьох десятиліть економічного застою та постійної дефляції, є демографія. Населення Японії зменшується через демографічну кризу та демографічне старіння Японії. Японська нація є найстарішою і однією з тих, що найшвидше старіють, у світі. Станом на 1 жовтня 2021 року 29,1 % населення Японії було старшим від 65 років. Причиною може бути відносно нетривалий за часом післявоєнний бебі-бум у Японії та сувора імміграційна політика. Споживання зменшується через зменшення населення, викликане на тлі старіння населення перевищенням смертності над народжуваністю та суворою імміграційною політикою. Нагромаджені вільні (не вкладені в економіку) грошові активи у населення зростають, але через дефляцію ціни на товари та послуги з кожним роком падають, що ще більше знижує попит та відтягує момент купівлі товарів населенням.